# Jeroen Vullings
Jeroen Vullings (Haarlem, 18 augustus 1962) is een Nederlands schrijver en literatuurcriticus.

## Carrière
Na een studie Nederlandse Taal en Letterkunde aan de Universiteit van Amsterdam begon hij in 1993 met recenseren bij Vrij Nederland. Daarnaast werkte hij in jaren negentig als coördinator voor de SLAA (Stichting Literaire Activiteiten Amsterdam). Ook was Vullings actief voor NPO Radio 1 en later NPO Radio 5 bij het programma Knetterende Letteren en schreef hij voor de Vlaamse krant De Standaard. In 1993 werd hij redacteur van Vrij Nederland, waar hij verantwoordelijk was voor het literaire katern De Republiek der Letteren. Hij debuteerde in 2003 met het boek Meegelokt naar een drassig veldje, waarin hij gewag deed van een persoonlijke zoektocht naar het antwoord op de vraag wat literatuur vandaag betekent. Sinds 2015 is hij te horen in het radioprogramma TROS Nieuwsshow (inmiddels Nieuwsweekend van Omroep MAX). Met ingang van 1 december 2019 is Vullings als literatuurcriticus verbonden aan Elseviers Weekblad.
In 2015 begon hij aan een biografie van Henk Hofland. Tot aan Hoflands dood, in 2016, bezocht Vullings hem iedere week voor een gesprek. Ook in de jaren daarna bleef hij aan de biografie werken. Na het overlijden van Hofland publiceerde Vullings een essay met als titel "H.J.A. Hofland. Hij was schrijver. Hij dacht."
Jeroen Vullings werkt daarnaast sinds 2020 parttime als docent Nederlands op het Murmellius Gymnasium te Alkmaar.
- Library of Congress Control Number: n2004042336
- Nederlandse Thesaurus van Auteursnamen: 074209906
- Système universitaire de documentation: 188261087
- Virtual International Authority File: 44585405
- WorldCat: E39PBJfMj9DrGmdbrTKJcbvj4q